# Großschuppenfische
Die Großschuppenfische (Melamphaidae) leben mit über 65 Arten in fünf Gattungen in allen Weltmeeren, mit Ausnahme des nördlichen Polarmeers und des Mittelmeers. Sie sind die artenreichste Familie der Schleimkopfartigen (Beryciformes).

## Aussehen
Großschuppenfische haben einen länglichen, seitlich etwas zusammengedrückten Körper. Ihr schuppenloser Kopf ist mit scharfen, hautüberzogenen Dornen und Zacken versehen. Die Knochen des Kopfes sind papierdünn und gekielt. Wie andere Schleimkopfartige (Beryciformes) haben die Großschuppenfische schleimgefüllte Rinnen auf dem Schädel, die wohl die sensorischen Fähigkeiten der Tiere verbessern. Dagegen ist die Seitenlinie nicht mehr vorhanden oder auf eine oder zwei porentragende Schuppen zurückgebildet. Die namensgebenden großen Cycloidschuppen sind meist dunkelbraun oder schwarz gefärbt. Sie fallen leicht ab. Mit der Ausnahme von Poromitra megalops sind die Augen sehr klein. Die Maulspalte ragt bis hinter das Auge. Großschuppenfische haben eine einzige Rückenflosse und eine gegabelte Schwanzflosse. Der Schwanzflosse voraus stehen oben und unten auf dem Schwanzflossenstiel drei bis vier Stacheln. Die Rückenflosse wird von drei schwachen Stacheln und darauf folgenden Weichstrahlen gestützt, die Bauchflossen haben einen Stachelstrahl und sechs bis acht Weichstrahlen. Großschuppenfische werden zwischen 2 und 18 Zentimeter lang. Die Wirbelsäule besteht aus 24 bis 31 Wirbeln.

## Lebensraum
Großschuppenfische leben in Tiefen von 0 bis 4000 Metern. Viele wandern im Tagesverlauf, tagsüber halten sie sich in Tiefen von unter 400 Metern auf und steigen nachts zur Oberfläche (10–100 Meter). Da sie hier mehr Beute finden, halten sich Großschuppenfische bevorzugt an den Kontinentalhängen und an Unterseebergen auf.

## Fortpflanzung
Großschuppenfische laichen pelagisch im freien Wasser. Eier und Larven gehören zum Zooplankton und treiben in Wasserschichten oberhalb von 200 Metern. Nach der Metamorphose zum erwachsenen Fisch ziehen die Tiere in tiefere Schichten, in den Lebensraum der Elterntiere.

## Sonstiges
Großschuppenfische werden von Delphinen, Albatrossen, Thunfischen und Kalmaren gefressen. Sie selber fressen Zooplankton, wie Copepoden und andere kleine pelagische Krebstiere.

## Systematik

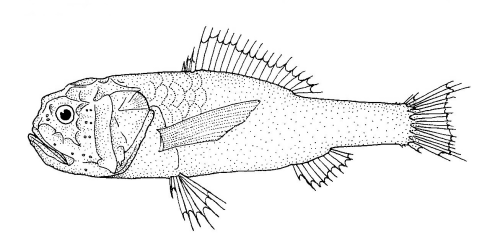
Melamphaes microps

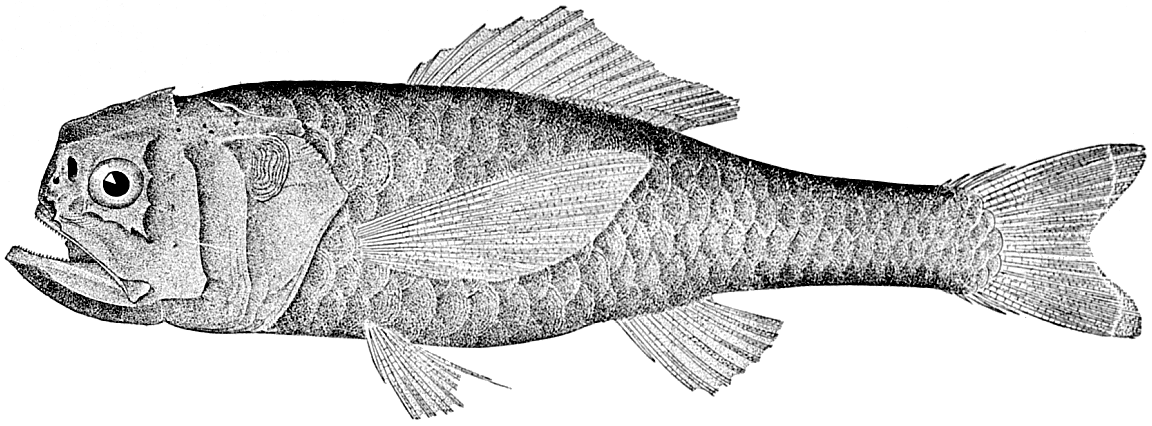
Melamphaes suborbitalis

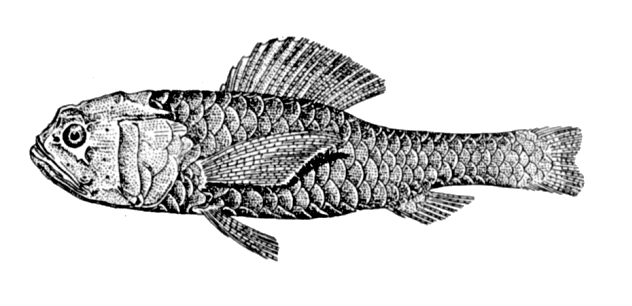
Melamphaes typhlops

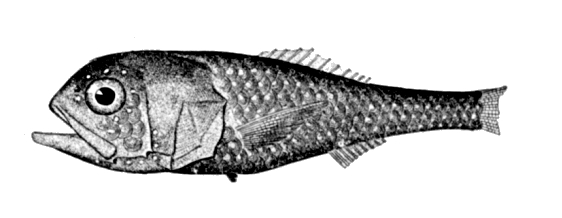
Poromitra capito

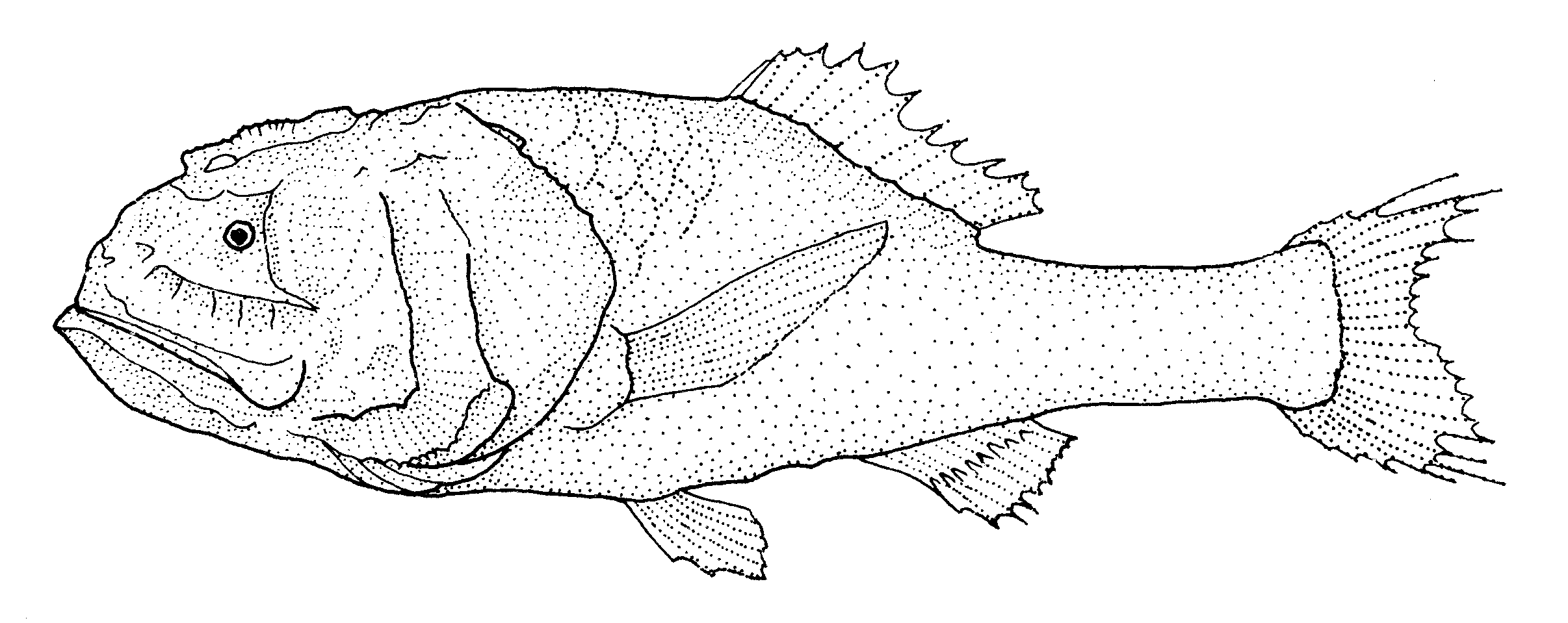
Poromitra oscitans

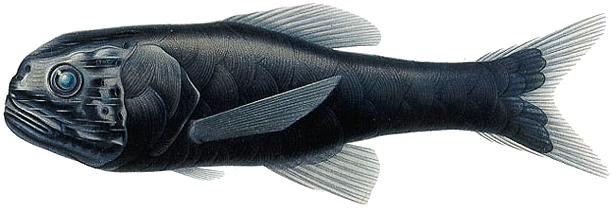
Scopeloberyx microlepis

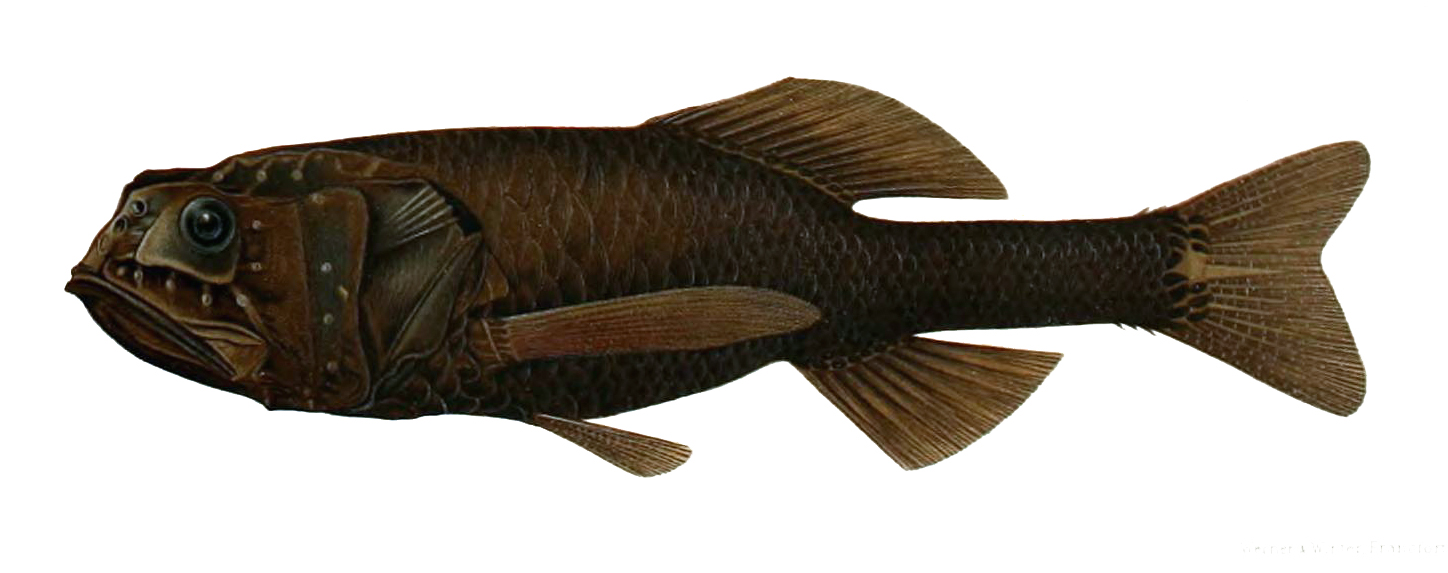
Scopeloberyx robustus

Es gibt über 65 Arten in fünf Gattungen:
- Gattung Melamphaes[1][2][3][4]
  - Melamphaes acanthomus Ebeling, 1962.
  - Melamphaes contradictorius Kotlyar, 2015.
  - Melamphaes danae Ebeling, 1962.
  - Melamphaes ebelingi Keene, 1973.
  - Melamphaes eulepis Ebeling, 1962.
  - Melamphaes eurous Kotlyar, 2016.
  - Melamphaes falsidicus Kotlyar, 2011.
  - Melamphaes hubbsi Ebeling, 1962.
  - Melamphaes inconspicuus Kotlyar, 2015.
  - Melamphaes indicus Ebeling, 1962.
  - Melamphaes janae Ebeling, 1962.
  - Melamphaes kobylyanskyi Kotlyar, 2015.
  - Melamphaes laeviceps Ebeling, 1962.
  - Melamphaes lentiginosus Kotlyar, 2015.
  - Melamphaes leprus Ebeling, 1962.
  - Melamphaes longivelis Parr, 1933.
  - Melamphaes lugubris Gilbert, 1891.
  - Melamphaes macrocephalus Parr, 1931.
  - Melamphaes manifestus Kotlyar, 2011.
  - Melamphaes microps (Günther, 1878).
  - Melamphaes nikolayi Kotlyar, 2012.
  - Melamphaes occlusus Kotlyar, 2012.
  - Melamphaes pachystomus Kotlyar, 2011.
  - Melamphaes parini Kotlyar, 1999.
  - Melamphaes parvus Ebeling, 1962.
  - Melamphaes polylepis Ebeling, 1962.
  - Melamphaes proximus Kotlyar, 2015.
  - Melamphaes pumilus Ebeling, 1962.
  - Melamphaes shcherbachevi Kotlyar, 2015.
  - Melamphaes simus Ebeling, 1962.
  - Melamphaes spinifer Ebeling, 1962.
  - Melamphaes suborbitalis (Gill, 1883).
  - Melamphaes succedanaus Kotlyar, 2015.
  - Melamphaes typhlops (Lowe, 1843).
  - Melamphaes xestoachidus Kotlyar, 2011.
- Gattung Poromitra
  - Poromitra capito Goode & Bean, 1883.
  - Poromitra crassa Parin & Ebeling, 1980.
  - Poromitra crassiceps (Günther, 1878).
  - Poromitra gibbsi Parin & Borodulina, 1989.
  - Poromitra megalops (Lütken, 1877).
  - Poromitra oscitans Ebeling, 1975.
  - Poromitra unicornis (Gilbert, 1905).
- Gattung Scopeloberyx
  - Scopeloberyx microlepis (Norman, 1937).
  - Scopeloberyx opisthopterus (Parr, 1933).
  - Scopeloberyx robustus (Günther, 1887).
  - Scopeloberyx rubriventer (Koefoed, 1953).
- Gattung ScopelogadusScopelogadus beanii

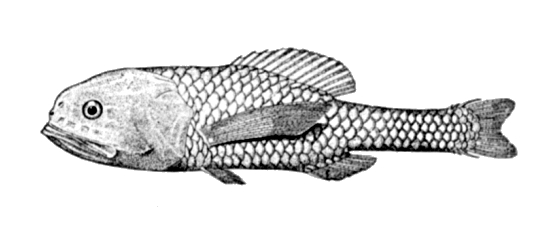
Scopelogadus beanii

  - Scopelogadus beanii (Günther, 1887).
  - Scopelogadus mizolepis Günther, 1878.
  - Scopelogadus unispinis Ebeling & Weed, 1963.
- Gattung Sio
  - Sio nordenskjoldii (Lönnberg, 1905).